# Giovanni II di Napoli (vescovo)
Giovanni II (V secolo – Napoli, VI secolo) è stato un vescovo italiano, vescovo di Napoli verso la metà del VI secolo.

## Biografia
Secondo le Gesta episcoporum Neapolitanorum e il Catalogus episcoporum Neapolitanorum Giovanni, soprannominato "mediocre" (Iohannes episcopus mediocris) è stato il 22º vescovo di Napoli, successore di san Pomponio e predecessore di Vincenzo, e governò la sua Chiesa per 20 anni, verso la metà del VI secolo. Le medesime fonti riferiscono di diverse opere edilizie operate da Giovanni a Napoli, tra cui la costruzione della basilica di San Lorenzo e il restauro della basilica Stefania.
A Giovanni sono state attribuite un gruppo di omelie o discorsi appartenenti al corpus delle opere di Giovanni Crisostomo. Quest'attribuzione è tuttavia controversa.